# Pomurnik
Pomurnik (Tichodroma muraria) – gatunek niewielkiego ptaka górskiego, jedyny przedstawiciel rodziny pomurników (Tichodromidae), często zaliczany też do rodziny kowalików (Sittidae). Występuje w górach południowej i środkowej Europy oraz zachodniej i środkowej Azji. W Polsce jest to skrajnie nieliczny ptak lęgowy. Występuje przede wszystkim w Tatrach, które są najbardziej na północ wysuniętym stanowiskiem lęgowym tego gatunku w Europie. Jest gatunkiem osiadłym, odbywającym w okresie pozalęgowym krótkie wędrówki w niższe tereny górskie.
Obecnie najczęściej wyróżnia się dwa podgatunki pomurnika. Obok podgatunku nominatywnego T. muraria muraria (Europa i Turcja po Kaukaz), stwierdzono w Azji Środkowej występowanie podgatunku T. muraria nepalensis, który różni się bardzo nieznacznie ciemniejszym upierzeniem i występowaniem w wyższych terenach górskich.

## Systematyka
Karol Linneusz był pierwszym przyrodnikiem, który w 1766 w Systema Naturae wyd. 12, s. 184 opisał systematycznie pomurnika. Uważał go za „skalny” gatunek pełzaczy (Certhiidae) i określił go jako Certhia muraria. Samuel Gottlieb Gmelin, który badał w 1774 przyrodę północnego Iranu, odkrytego tam przez siebie pomurnika nazwał Metacilla longirostra. Dzisiejszą naukową nazwę rodzajową Tichodroma pomurnik zawdzięcza Johannowi Illigerowi, który użył jej jako pierwszy w swojej klasyfikacji ssaków i ptaków Prodromus systematis Mammalium et Avium z 1811. Karol Lucjan Bonaparte uznał pomurnika azjatyckiego za osobny gatunek i określił go w 1850 mianem T. nepalensis (później takson ten traktowany był jako podgatunek). W końcu Leonid Aleksandrowicz Portenko wierzył, że odkrył w 1954 jeszcze inny podgatunek pomurnika w Uzbekistanie. Nazwał go T. muraria ognewi, a przy tym uznał pomurnika z Iranu opisanego przez Gmelina za czwarty podgatunek. Ze względu na to, że różnice między europejskimi i azjatyckimi populacjami pomurnika są znikome, wszystkie główne prace naukowe do lat 50. XX w. traktują pomurnika jednak jako gatunek monotypowy. W polskim przewodniku Ptaki Europy, redagowanym przez Zygmunta Czarneckiego i wydanym w 1982 przez PWN, rozróżnia się dwa podgatunki: T. m. muraria (w Europie) i T. m. longirostris (na Kaukazie).
Obecnie w naukowej dyskusji przeważa podział gatunku na dwa podgatunki: Tichodroma muraria muraria i Tichodroma muraria nepalensis.
Problematycznie kształtuje się klasyfikacja pomurnika w relacjach rodzinnych. Począwszy od Linneusza, przez systematyki Williama Swainsona (1837), Hansa Friedricha Gadowa (1892) do Aleksandra Wetmore’a (1960), naukowcy zaliczali pomurnika do pełzaczy. Taką klasyfikację zawiera m.in. wydana w latach 1931–1951 wielotomowa „Lista ptaków świata” (Checklist of Birds of the World) Jamesa Lee Petersa. Jednak już w latach 20. XX w. zwrócono uwagę na różnice fenetyczne między pomurnikiem a pełzaczami. Z biegiem XX w. uznanie zyskiwała klasyfikacja brytyjskich ornitologów i francusko-amerykańskiego ornitologa Charlesa Vaurie, uznająca pomurnika za jedyny gatunek w podrodzinie pomurników (Tichodromadinae) w rodzinie kowalików (Sittidae). Do tej klasyfikacji przyłączyli się także ornitolodzy z Sekcji Ornitologicznej Polskiego Towarzystwa Zoologicznego. Jednak obecnie duża część systematyków umieszcza pomurnika w monotypowej rodzinie Tichodromidae.

### Etymologia nazwy naukowej i polskiej
Systematyczna nazwa pomurnika – Tichodroma muraria – jest podobnie jak w wypadku kilku innych nazw gatunkowych pleonazmem. Tichodroma składa się ze starogreckiego rzeczownika tò teīchos = mur i (najprawdopodobniej) dromás = biegający razem. Przymiotnik muraria pochodzi z łacińskiego rzeczownika murus, -i m. = mur. Pochodzenie nazwy polskiej jest prawdopodobnie przetłumaczeniem nazwy naukowej.

## Charakterystyka

### Morfologia

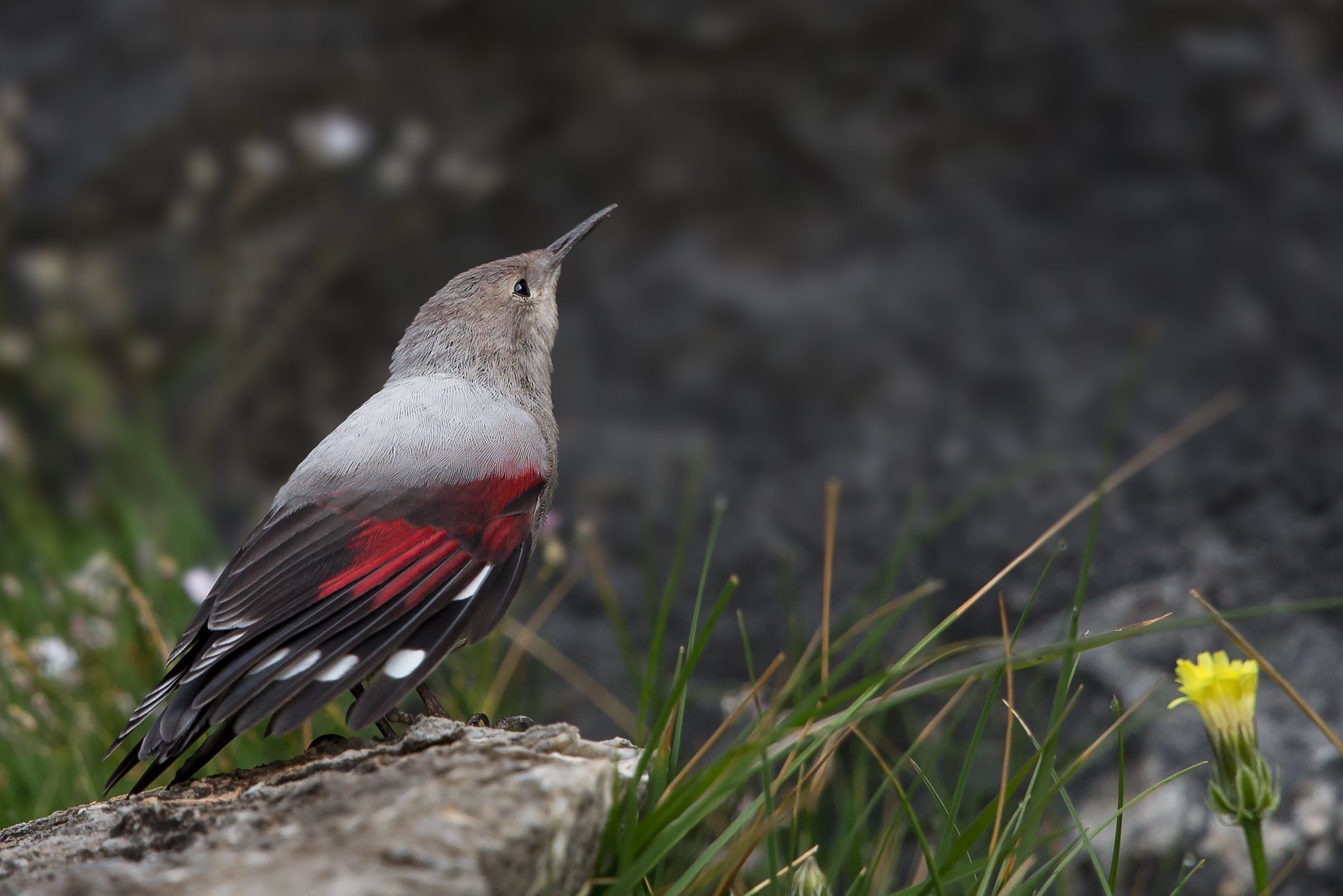

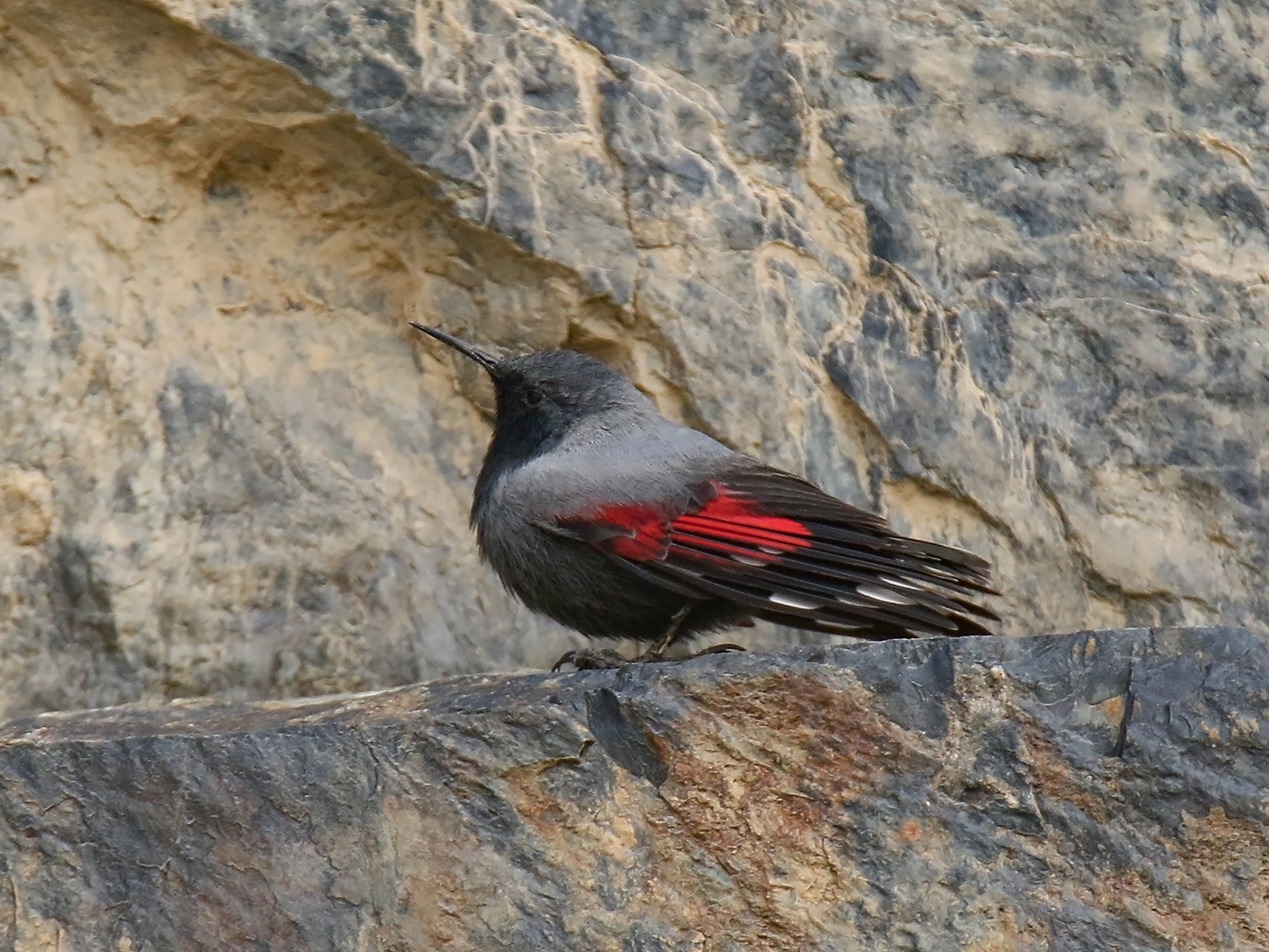

Zewnętrzne cechy charakterystyczne gatunku są na ogół wspólne zarówno dla występującego w Europie podgatunku T. m. muraria, jak i azjatyckiego T. m. nepalensis. Niewielkie różnice występują w ubarwieniu, jak i w środowisku występowania obu podgatunków.
Wygląd zewnętrzny: Upierzenie wierzchu i spodu ciała pomurnika jest popielatoszare, pióra kupra i ogon są ciemne. Skrzydła wyróżniają się różowo-czerwonym zabarwieniem piór z czarnym nalotem. Lotki mają czarny kolor i są pokryte białymi, okrągłymi plamami – u T. m. nepalensis ubarwienie jest ciemniejsze z dodatkiem koloru ochry na głowie. Białe plamy są większe. Charakterystyczny jest długi, lekko zagięty w dół dziób. Nogi są wyjątkowo krótkie, szponiaste i czarne. W okresie godowym podgardle u samca przyjmuje głęboko czarne zabarwienie, zaś w spoczynkowym jest białawe. Samica jest podobna do samca w szacie spoczynkowej – ma jasny, białawy podbródek, gardło i pierś.
Rozmiary: Długość ciała wynosi ok. 16,5 cm; rozpiętość skrzydeł średnio ok. 27 cm, ich szerokość 9 cm; długość ogona 6 cm.
Masa ciała: Pomurnik waży przeciętnie 16–22 g.

### Głos
Śpiew godowy samca składa się z 4 do 5 wysokich, czystych gwizdów. Gwizdy wzrastają w tonach i kończą się często krótkim głośniejszym elementem. Ostatni gwizd strofy jest najczęściej w niższym tonie. Samica śpiewa podobnie, jej strofy są jednak krótsze i cichsze.
Poza śpiewem pomurnik porozumiewa się jeszcze odgłosem kontaktowym brzmiącym mniej więcej jak cuii. Odgłosu tego używa jednak rzadko. W walkach rywali pomurniki klekoczą natomiast dosyć głośno dziobami.

## Występowanie

### Zasięg występowania
Zasięg występowania podgatunku nominatywnego T. m. muraria obejmuje prawie wszystkie wysokogórskie obszary Europy. Rozpościera się łukiem od południowo-zachodniej Europy, przez Azję Mniejszą po zachodni Iran. Pod względem liczebności lęgów najważniejszymi łańcuchami górskimi patrząc z zachodu na wschód są: Góry Kantabryjskie – Pireneje – francuski Masyw Centralny – szwajcarska Jura – cały łańcuch Alp – Apeniny – Karpaty z Tatrami – góry Półwyspu Bałkańskiego: Góry Dynarskie, Pindos, Rodopy, Olimp – jak i dalej w Turcji góry Taurus i Kaukaz.
W Polsce jest gatunkiem skrajnie nielicznie lęgowym w Tatrach, przypuszczalnie także w Pieninach. Zimuje w dolinach górskich w pobliżu miejsc lęgowych.
Azjatycki podgatunek T. muraria nepalensis występuje we wszystkich wysokich górach centralnej Azji: w Elbursie, Hindukuszu, Ałtaju, Pamirze, w górach Tienszan i Kunlun oraz w bardziej wysuniętych na południe Himalajach i Karakorum i także na Wyżynie Tybetańskiej. Dalej na wschód jego zasięg ma wyspowy charakter i kończy się na górskich obszarach na południowy zachód od Pekinu. Rozprzestrzenienie podgatunku azjatyckiego jest jednak jeszcze mniej dokładnie poznane od obszaru występowania taksonu europejskiego.

### Środowisko

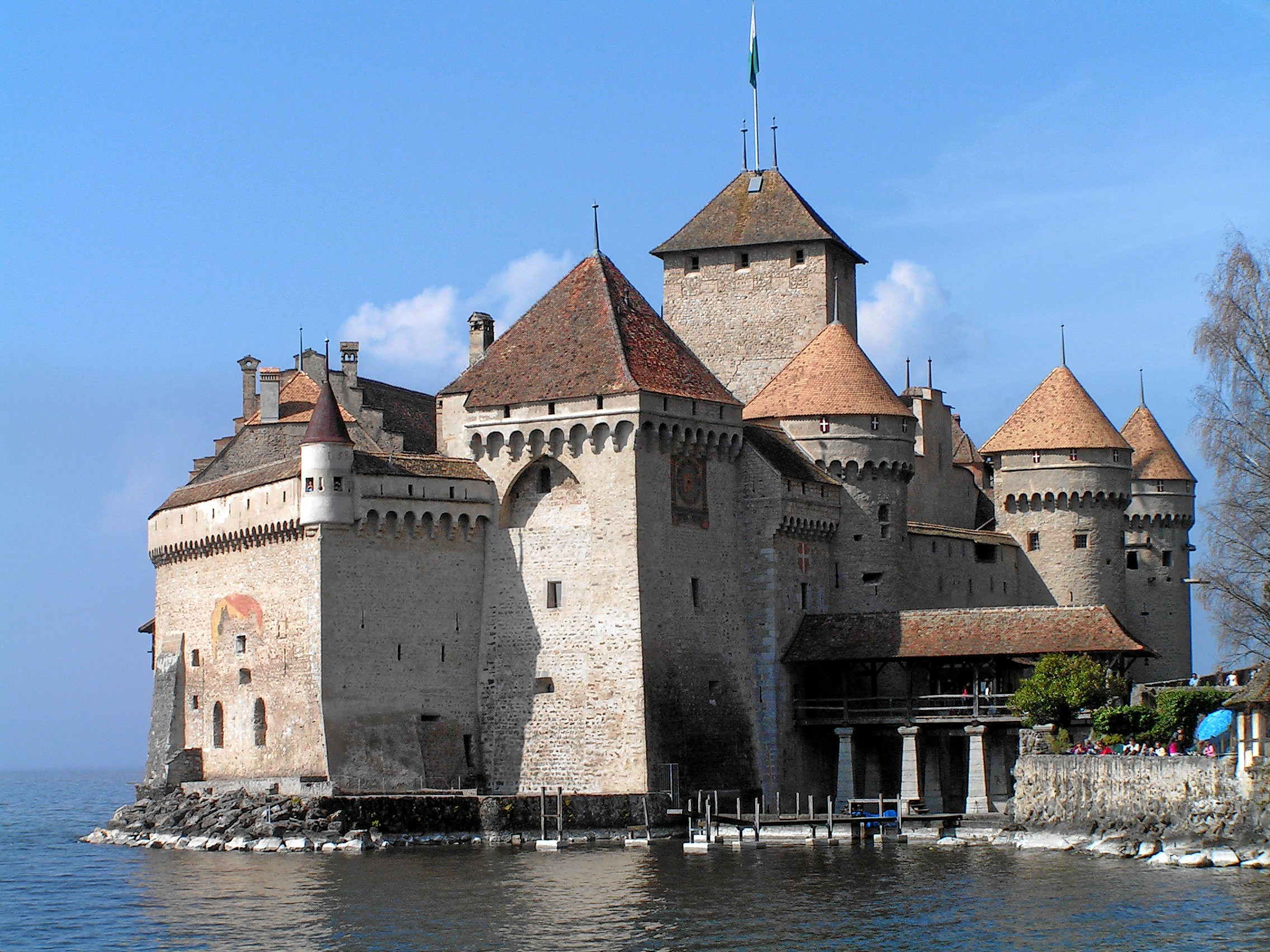
Pomurnik regularnie gnieździ się na murach Zamku Chillon leżącego nad Jeziorem Genewskim na wysokości ok. 375 m n.p.m.

T. m. muraria zamieszkuje w Europie w okresie rozrodczym najczęściej nagie skały na wysokościach od 900 do 2000 m n.p.m. Wyjątkowo gnieździ się na niższych obszarach (np. ściany szwajcarskiego zamku Chillon na poziomie 375 m n.p.m.), jak i na wysokościach do 3000 m n.p.m. W okresie jesiennym odbywa krótkie wędrówki. Zalatuje na wyżej (np. 4500 m n.p.m. w szwajcarskich Alpach), jak i niżej położone obszary, nie omijając przy tym miast leżących u stóp gór. Zimą przenosi się w doliny górskie. Rzadko pojedyncze osobniki zalatują w bardziej odległe regiony Europy, nawet do Wielkiej Brytanii, co potwierdza odnalezienie zestrzelonego pomurnika w 1912 w Sussex oraz zaobserwowanie osobnika w 1901 w Somerset.
W okresie lęgowym T. m. nepalensis zamieszkuje w Azji jeszcze wyższe obszary górskie, niż T. m. muriaria i jest wyjątkowo spotykany nawet na wysokościach do 6000 m n.p.m. Zimą pomurniki azjatyckie zalatują w głąb Chin, dolatując do południowych i wschodnich granic kraju. Wtedy pojawiają się na nizinach i w ludzkich siedliskach, szukając pożywienia również na budynkach.

## Tryb życia
Pomurnik jest gatunkiem prowadzącym dzienny tryb życia, zalatując na noc do swoich stanowisk sypialnych ukrytych w szczelinach skał – w okresie lęgowym do gniazda. Jest poza tym samotnikiem, którego rewiry obejmują duże obszary.
Oprócz zachowań związanych z rozrodem można obserwować również inne różne rodzaje zachowań w cyklu życiowym ptaka. Obserwowane jest zachowanie komfortowe. Pomurnik pielęgnuje swoje upierzenie przez „kąpiele” zarówno w piasku, jak i na słońcu. W obu przypadkach maksymalnie rozpościera skrzydła, w piasku tarza się brzuchem, a na promienie słoneczne wypina zarówno grzbiet, jak i spód skrzydeł. W przypadku zagrożenia przez drapieżniki, takie jak gronostaj czy kuna domowa, pomurnik najpierw drga nerwowo skrzydłami po czym odlatuje. W przypadku ptaków drapieżnych stara się nie zwracać na siebie uwagi, zastygając w bezruchu. W stosunku do człowieka ma dosyć niewielki dystans ucieczki. Pomurniki nie migrują na większe odległości, w miesiącach jesiennych odbywają jedynie krótkie wędrówki, przeważnie w okolicach swoich habitatów, zimują w zaciszniejszych dolinach.
Długość życia: Pomurnik trzymany w wolierze niemieckiego etologa Hansa Löhrla przeżył 11 lat.

## Rozród
Rozród można podzielić na okres godowy (toki, kopulacja, wybór miejsca gniazdowania i budowa gniazda) oraz okres lęgowy (złożenie jaj i ich wysiadywanie oraz wyklucie piskląt, opuszczenie gniazda i ich dokarmianie po wykluciu).

W Alpach przeprowadzono systematyczne badania lęgów podgatunku T. muraria muraria. Przedstawione tu wyniki tych badań mogą się różnić od wyników badań T. muraria nepalensis, ale do tej pory brak jest systematycznej analizy lęgów środkowoazjatyckiego podgatunku.

### Okres godowy
Toki: Pomurniki corocznie tworzą pary w swoim terytorium lęgowym, do którego są bardzo przywiązane. Podczas toków samiec śpiewa i demonstruje samicy swoją czarną pierś, trzymając głowę skierowaną do góry. W toku zasiedlania terytoriów lęgowych dochodzi do agresywnych zmierzeń rywali (energiczny klekot dziobów).

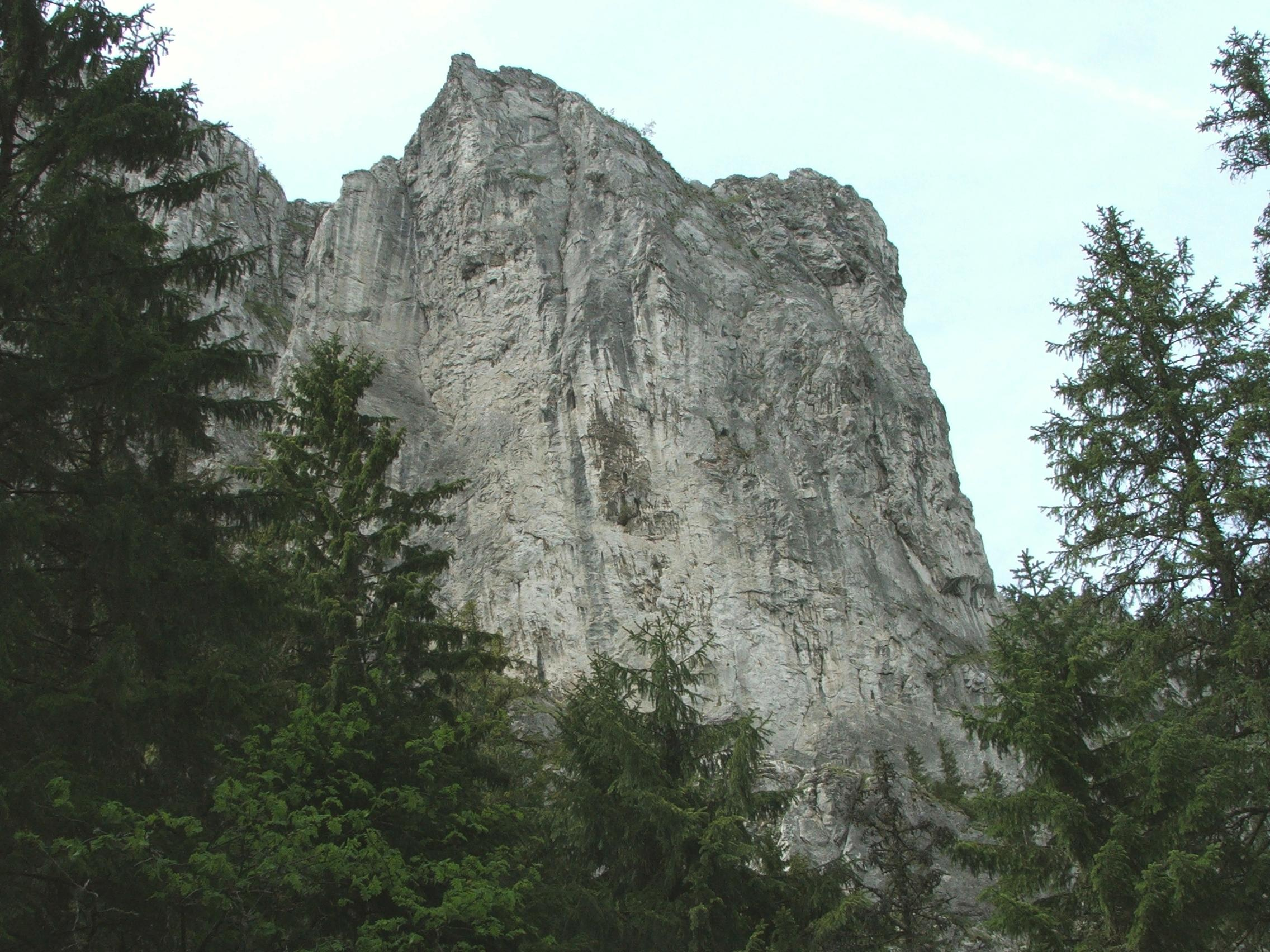
Raptawicka Turnia w Tatrzańskim Parku Narodowym jest potencjalnym miejscem lęgowym pomurnika

Środowisko: Środowisko rozrodcze pomurnika stanowią najczęściej urozmaicone, porośnięte niską roślinnością, wilgotne albo leżące w pobliżu strumieni, skaliste miejsca w średniowysokich górach od 1000 do 2500 m n.p.m. Dla Polski eksperci określają następujące siedliska przyrodnicze jako potencjalne miejsca lęgów:
- nawapienne murawy wysokogórskie (Seslerion tatrae) i wyleżyska śnieżne (Arabidion coeruleae)
- wapienne ściany skalne ze zbiorowiskami Potentilletalia caulescentis
- ściany skalne i urwiska krzemianowe ze zbiorowiskami Androsacetalia vandelii
- pionierskie murawy na skałach krzemianowych (Arabidopsidion thalianae)[26].

Terytorium rozrodcze jest bardzo rozlegle. Terytorialne zagęszczenie gniazd jest zróżnicowane w poszczególnych regionach występowania, ale nigdy nie jest wysokie.
Gniazdo: Budowa gniazda kończy okres godowy. Pomurnik buduje je na początku maja na stanowiskach znajdujących się na niższych poziomach górskich, albo w pod koniec tego miesiąca na stanowiskach wysokogórskich. Na miejsce budowy gniazda wybiera trudno dostępne szczeliny skalne, bezpieczne przed drapieżnymi ssakami, często występującymi na terytorium rozrodczym. Gniazdo buduje tylko samica. Budowa zajmuje jej pięć dni. Głównym materiałem pod budowę jest mech, poza tym sierść ssaków i porosty.

### Okres lęgowy

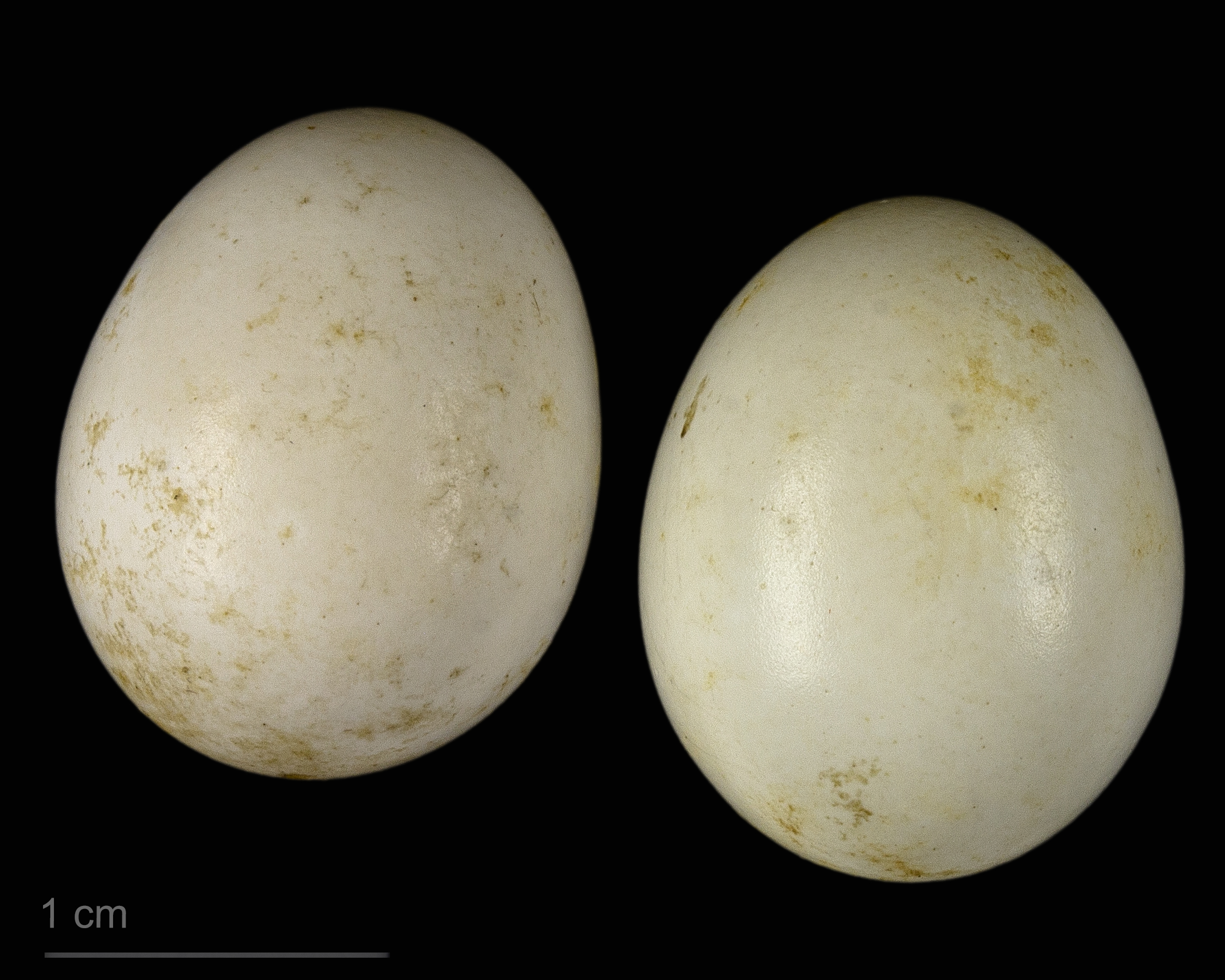
Tichodroma muraria

Jaja: Po tygodniu do dwóch od wybudowania gniazda samica pomurnika składa od 3 do 5 jaj. Skorupa jaja jest biała z delikatnymi czerwonawymi plamkami. Jaja są owalne, bardzo duże i ważą od 2,4 do 2,55 g, czyli więcej, niż jaja ptaków o podobnej wielkości. Jaja wysiadywane są tylko przez samicę, którą podczas wysiadywania karmi samiec.
Pisklęta: Okres wysiadywania trwa od 19 do 21 dni. Pomurnik jest gatunkiem gniazdownikowym – pisklęta są do 10. dnia życia nieopierzone. Ich masa na krótko przed opuszczeniem gniazda wynosi 23 g i jest tym samym większa od masy dorosłych osobników (17–19 g). Okres przebywania piskląt w gnieździe wynosi około 29 dni.
Karmienie: Jako pokarm pomurniki zbierają przede wszystkim większe owady, np. sówkowate i przynoszą je do gniazda, po kilka naraz, często z dużej odległości. Pisklęta są karmione co 8 do 13 minut, ale przy dużej podaży pokarmu, dorosłe pomurniki przynoszą pojedyncze owady jeszcze częściej. Nakarmione pisklę zwalnia miejsce u wejścia do gniazda dla następnego siadając w tyle gniazda. Dorosłe ptaki starają się podawać swoim pisklętom pokarm urozmaicony. Początkowo rodzice sterują intensywnością karmienia, dopiero od 14. dnia pisklęta przejmują sterowanie częstością karmienia żebrząc piskiem.
Opuszczenie gniazda: Młode opuszczają gniazdo pojedynczo, czasami w różne dni, najczęściej w lipcu, czasami dopiero na początku sierpnia. Z początku chowają się często i pokazują tylko aby otrzymać pokarm. Jednak szybko zaczynają same zdobywać pożywienie.

## Status, zagrożenie i ochrona

### Status i zagrożenie
Populacja pomurnika na świecie jest duża. Międzynarodowa organizacja BirdLife International ocenia liczebność gatunku tylko w Europie w granicach od 77 tysięcy do 200 tysięcy osobników. Chociaż liczebność populacji obu podgatunków na świecie nie jest dokładnie poznana, eksperci szacują, że wielkość populacji jest niezmienna. Tym samym stabilny rozwój liczebności nie spełnia kryteriów zagrożenia wyginięciem Czerwonej księgi gatunków zagrożonych. Z tego względu BirdLife International od 1988 roku klasyfikuje pomurnika jako gatunek najmniejszej troski.

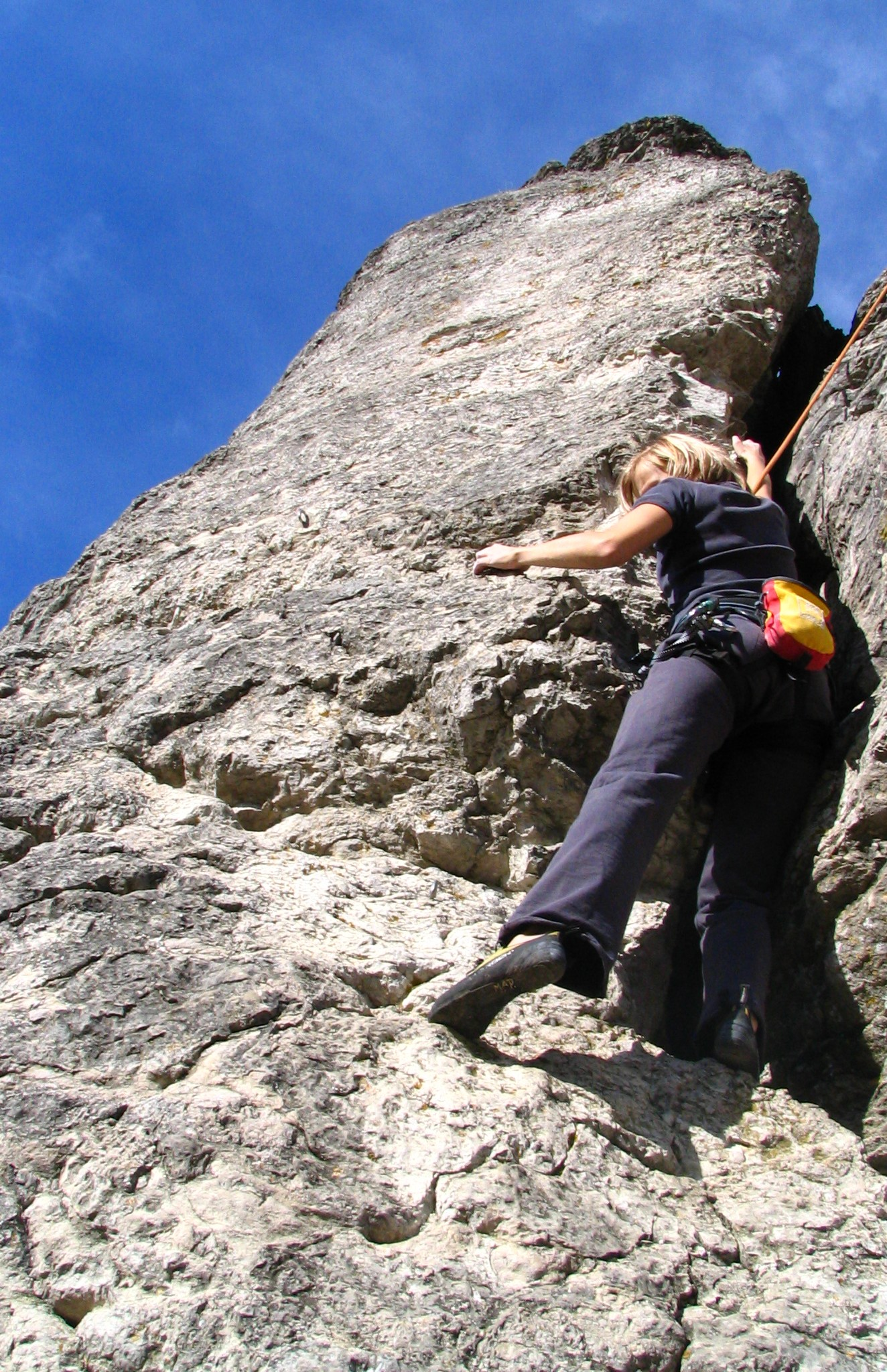
Wspinaczka skalna może być zagrożeniem dla lęgów pomurnika

W Polsce sytuacja gatunku wygląda bardzo niekorzystnie. Ze względu na niewielką powierzchnię siedlisk, nadających się jako habitat rozrodczy, liczebność pomurnika jest naturalnie ograniczona – w latach 1995–2000 szacowano liczbę par w granicach od 15 do 20 (14–18 par w Tatrach, 0–2 par w Pieninach), a w latach 2013–2018 już tylko na 3–5 par (wyłącznie w Tatrach). W efekcie nawet niewielkie zmiany w środowisku mogą poważnie wpływać na liczebność polskiej populacji tego gatunku, stwarzając nieustającą sytuację potencjalnego zagrożenia. Mimo tego, że ptaki te gnieżdżą się w trudno dostępnych miejscach górskich, człowiek może istotnie zagrozić populacji tego gatunku, uprawiając w jego terenach lęgowych turystykę i alpinizm. Z tych względów w Polskiej czerwonej księdze zwierząt (2001) pomurnik został sklasyfikowany jako gatunek skrajnie zagrożony. Na Czerwonej liście ptaków Polski (2020) jest klasyfikowany jako gatunek krytycznie zagrożony (CR – Critically Endangered).
Istnieją przesłanki z XVII i XVIII w. o występowaniu pomurnika w Sudetach. Od tamtej pory nie odnotowano tam jednak obserwacji tego gatunku.

### Ochrona
W Polsce pomurnik jest objęty ochroną gatunkową ścisłą. Jego stanowiska lęgowe znajdują się na terenach Tatrzańskiego PN i Pienińskiego PN. W ramach programu Natura 2000 polscy eksperci radzą administracji państwowej wprowadzić zakaz uprawiania wspinaczki górskiej w głównych miejscach występowania pomurnika.
BirdLife International ocenia natomiast ogólny status ochronny w Europie jako prawdopodobnie odpowiedni (SPEC – dyrektywa ptasia: Art. 4.2, konwencja berneńska: załącznik II).

## Możliwości obserwacji
Z perspektywy obserwacji ptaków pomurnik jest bardzo charakterystyczny, brak możliwości pomylenia z innymi gatunkami ptaków. Najwidoczniejszymi jego cechami są: długi, lekko zagięty w dół, cienki, czarny dziób; wyjątkowo szerokie skrzydła z czerwonymi, białoplamistymi pokrywami; jak i czarne gardło i pierś samca w okresie godowym. Lecąc ptak przypomina małego, dziwnie ubarwionego dudka albo wielkiego motyla. Gdy przebywa na ziemi może być z daleka pomylony z myszą. Nawet jego dorywczy, szybki sposób poruszania się jest podobny. Jedynie czerwony obwód skrzydeł wyróżnia się na tle ogólnie ciemnoszarego wyglądu. Gdy pomurnik wspina się po ścianach skał, zauważalne są także bardzo krótkie nogi z wydłużonymi palcami i pazurami.
Pomurniki nie są łatwe do obserwacji. Ich biotopy to w większości tereny bardzo trudne dla wędrówek, do czego dołączają się często nieprzyjazne warunki pogodowe. Ciężko jest zlokalizować ptaka po głosie. W skalistym otoczeniu śpiew pomurnika jest ledwo słyszalny, najprawdopodobniej usłyszy się najwyższe jego tonacje. W Polsce dochodzi do tego wyjątkowo mała liczba osobników gatunku. Najłatwiej można zauważyć pomurnika, kiedy poszukuje pokarmu. Wtedy wspina się, podskakując i jednocześnie rozpościerając dorywczo skrzydła, wertykalnie po pionowych ścianach skalnych, które rzadko porośnięte są większą roślinnością. Czerwone ubarwienie i białe plamy na rozpostartych skrzydłach są dobrze widoczne na tle szarych skał.
W Tatrach najczęściej można zobaczyć pomurniki na Raptawickiej Turni, w Wąwozie Kraków, na stokach Kościelca i Świnicy. W okresie jesienno-zimowym można regularnie obserwować pojedyncze ptaki na budynkach w miejscowościach podgórskich, jak np. na zamkach w Czorsztynie, czy w Niedzicy. Zalatywały już do Bielska-Białej.
W Alpach jednym z lepszych miejsc na obserwacje jest ściana góry Westliche Karwendelspitze w niemieckich Alpach, w paśmie Karwendel. Obserwacji można dokonywać z okien kolejki górskiej prowadzącej z miejscowości Mittenwald na szczyt góry. Jesienią pomurniki można często obserwować na ścianach kościoła Berner Münster w Bernie (Szwajcaria).

## Podgatunki
| Wyróżniane podgatunki              | Wyróżniane podgatunki | Wyróżniane podgatunki |
| ---------------------------------- | --- | --------------------- |
| T. m. muraria (Linnaeus, 1766)     | Podgatunek nominatywny. Europa i Azja Mniejsza po północno-zachodni Iran. |                       |
| T. m. nepalensis (Bonaparte, 1850) | Azja Środkowa od wschodniego Iranu, występuje w nieco wyższych partiach górskich jak T. m. muraria. Ubarwienie upierzenia jest ciemniejsze, z dodatkiem koloru ochry na głowie. Białe plamy na pokrywach są większe. |                       |

## Hodowla
Pomurnik nie jest gatunkiem hodowlanym ani zwierzęciem domowym. W celach naukowych, dla zbadania zachowania pomurnika, niemiecki ornitolog Hans Löhrl przetrzymywał pomurniki w ramach hodowli eksperymentalnej. W dużej wolierze pomurniki przeżyły do 11 lat. W przeciągu tego okresu ich para jeden raz z sukcesem zakończyła lęgi.

## Znaczenie w kulturze człowieka
Człowiek wybiera pomurnika jako symbol dla swoich organizacji, widnieje np. na logo istniejącej od 1982 pozarządowej organizacji Małopolskie Towarzystwo Ornitologiczne; dla miejsc związanych z jego występowaniem, np. na pieczątce turystycznej pawilonu Pienińskiego Parku Narodowego Sromowce Niżne; itp. Poza tym gatunek zdobi cały rząd znaczków pocztowych wydanych w różnych krajach, w tym także przez Pocztę Polską: pomurnik widnieje na znaczku z nominacją 5,60 zł z serii Ptaki wydanej w 1960 roku.
Pomurnikiem jest zwany i w pomurnika potrafi się przemieniać negatywny bohater Trylogii husyckiej Andrzeja Sapkowskiego – Birkart Grellenort. Nie wiadomo jednak, czy autor właśnie ten gatunek miał na myśli – ptak opisany w powieści jest czarny i dość duży.